# Ida (phim)
Ida (tiếng Ba Lan: [ˈida]) là bộ phim điện ảnh chính kịch năm 2013 do Paweł Pawlikowski đạo diễn, Pawlikowski và Rebecca Lenkiewicz viết kịch bản. Bối cảnh phim ở Ba Lan năm 1962, kể về một cô gái trẻ sắp trở thành một nữ tu Công giáo. Mồ côi khi còn thơ trong suốt khoảng thời gian bị Đức chiếm đóng trong Thế chiến II, giờ cô phải gặp được dì của mình. Người dì là một cựu công tố viên của chính quyền Cộng sản và là người thân duy nhất còn sống của cô, bà đã kể cho cô rằng cha mẹ cô là người Do Thái. Hai người phụ nữ bắt đầu một chuyến đi đến vùng nông thôn Ba Lan để tìm hiểu số phận của gia đình họ.
Ngoài là một"kiệt tác nhỏ gọn"và"phim có con đường đẹp một cách kỳ lạ", bộ phim còn được cho là"chứa đựng một thế giới tội lỗi, bạo lực và đau đớn", ngay cả đối với những sự kiện lịch sử (Đức chiếm đóng Ba Lan, Holocaust và Chủ nghĩa Stalin) không được kể đến:"không có sự kiện nào trong số này được đề cập, nhưng có thể nói là tất cả đều được đưa vào bầu khí quyển: đất nước cảm thấy chết chóc, dân số thưa thớt".
Ida đoạt giải Oscar năm 2015 dành cho phim ngoại ngữ hay nhất, trở thành bộ phim Ba Lan đầu tiên đoạt giải này. Trước đó, nó cũng được European Film Academy chọn là phim hay nhất năm 2014 và British Academy of Film and Television Arts (BAFTA) chọn là phim không nói tiếng Anh hay nhất năm 2014. Năm 2016, bộ phim được vinh danh ở vị trí thứ 55 là phim hay nhất trong thế kỷ 21, từ một cuộc bầu chọn của 177 nhà phê bình phim trên khắp thế giới.

## Diễn viên
- Agata Kulesza vai Wanda Gruz
- Agata Trzebuchowska vai Anna / Ida Lebenstein
- Dawid Ogrodnik vai Lis
- Adam Szyszkowski vai Feliks Skiba
- Jerzy Trela vai Szymon Skiba
- Joanna Kulig vai một ca sĩ

## Phòng vé
Thu về hơn $3.8 triệu tại phòng vé Bắc Mỹ, bộ phim được mô tả là một"thành công vượt bậc", đặc biệt là đối với một bộ phim bằng tiếng nước ngoài. Gần 500,000 người đã xem phim ở Pháp, biến nó trở thành một trong những bộ phim bằng tiếng Ba Lan thành công nhất từng được chiếu ở đó. Bộ phim thu về gần $3.2 triệu ở Pháp, gần bằng ở Hoa Kỳ. Bộ phim đạt doanh thu $0.3 triệu ở Ba Lan, và dưới $0.1 triệu ở Đức.

## Giải thưởng
Ida được chiếu trong phần Lời giới thiệu Đặc biệt tại Liên hoan phim quốc tế Toronto năm 2013 nơi mà nó đoạt giải FIPRESCI. Trong những liên hoan phim khác, Ida đoạt giải Phim hay nhất tại Gdynia, Warszawa, London, Bydgoszcz, Minsk, Gijón, Wiesbaden, Kraków. Bộ phim cũng được công nhận về phần diễn xuất của Agata Kulesza và Agata Trzebuchowska, và kỹ thuật thu hình (cinematography) của Ryszard Lenczewski và Łukasz Żal.
Bộ phim được Viện hàn lâm điện ảnh Ba Lan vinh danh là phim hay nhất năm 2013, thắng ở ba hạng mục khác nhau, và được đề cử thêm ở bảy hạng mục. Viện hàn lâm điện ảnh châu Âu đề cử bộ phim trong bảy hạng mục, thắng 5, gồm phim châu Âu hay nhất và Giải khán giả bầu chọn, tại Giải điện ảnh châu Âu lần thứ 27. Viện hàn lâm nghệ thuật và khoa học thu hình Tây Ban Nha gọi Ida là phim châu Âu hay nhất tại Giải Goya lần thứ 29. Ở 68th British Academy Film Awards, bộ phim đã giành giải phim hay nhất không nói tiếng Anh.
Tại Giải Oscar lần thứ 87, nó thắng giải phim ngoại ngữ hay nhất, và cũng được đề cử giải quay phim hay nhất.
Bộ phim nhận được một đề cử từ Hiệp hội báo chí nước ngoài ở Hollywood tại Giải Quả cầu vàng lần thứ 72 cho phim ngoại ngữ hay nhất, và từ International Press Academy tại Giải Satellite lần thứ 19 cho phim ngoại ngữ hay nhất.

## Phương tiện truyền thông gia đình
Ida được phát hành dưới dạng DVD ở cả khu vực 1 và khu vực 2 với phụ đề Anh ngữ. Nó cũng được phát hành cùng với phụ đề của vài ngôn ngữ khác. Tháng 12 năm 2014, bộ phim được Nghị viện châu Âu trao giải Lux Prize; giải này hỗ trợ dịch phụ đề của bộ phim thành tất cả 23 ngôn ngữ chính thức của Liên minh châu Âu.